# Aimé Haegeman
Aimé Haegeman (n. 1861, Stabroek, Flandra, Belgia – d. 1935, Etterbeek, Comunitatea Francofonă din Belgia⁠(d), Belgia) a fost un călăreț ce a reprezentat Belgia, medaliat olimpic. A participat la o ediție a Jocurilor Olimpice (1900) în care a câștigat o medalie de aur.

## Participări
Lista de mai jos prezintă principalele competiții la care a participat Aimé Haegeman de-a lungul carierei.
- equestrian at the 1900 Summer Olympics – jumping[*]